# Thliptoceras distictalis
Thliptoceras distictalis là một loài bướm đêm trong họ Crambidae.